# Mike Rozier
Michael M. Rozier (Camden, 1º marzo 1961) è un ex giocatore di football americano statunitense che ha giocato nel ruolo di running back nella United States Football League (USFL) e nella National Football League (NFL). Al college ha giocato a football all'Università del Nebraska con cui nel 1983 ha vinto l'Heisman Trophy, il massimo riconoscimento individuale a livello universitario. È stato inserito nella College Football Hall of Fame nel 2006.

## Carriera professionistica
Rozier giocò le prime due stagioni da professionista nella United States Football League: nel 1984 coi Pittsburgh Maulers e nel 1985 coi Jacksonville Bulls. Nel 1985 Rozier giocò per i Jacksonville Bulls in primavera e per gli Houston Oilers in auturnno. Rozier potrebbe detenere il record per il maggior numero di yard corse da un running back in un anno solare in due differenti leghe. Egli ne corse 1.361 con Jacksonville e 462 con gli Oilers, per un totale di 1.823 nell'anno 1985.
Mike fu scelto dagli Houston Oilers come secondo assoluto del Draft supplementare del 1984 riservato ai giocatori della USFL e della Canadian Football League, unendosi a loro nell'autunno 1985. Il suo agente Michael Trope, conosciuto come Mike Trope durante i suoi anni come agente sportivo, negozio il contratto per Rozier. Rozier giocò sei stagioni con gli Oilers, totalizzando 900 possessi per 3.171 yard, inclusa una stagione da 1.002 corse nel 1988. Mentre giocava con gli Oilers, Rozier fu convocato per il Pro Bowl nel 1987 e nel 1988.
Nel 1990, Rozier giocò solo tre partite con gli Oilers, correndo 10 volte per un totale di 42 yard, prima di essere scambiato con gli Atlanta Falcons, dove terminò l'annata con 153 possessi per 675 yard. La sua ultima stagione nella NFL fu l'anno successivo coi Falcons, terminata con 361 yard su 96 tentativi, annunciando il suo ritiro a fine stagione.
Rozier terminò la sua carriera con 1159 portate e 4.462 yard, a una media di 3,8 yard corse a possesso, e segnando 30 touchdown.

## Palmarès
- (2) Pro Bowl (1987, 1988)
- Heisman Trophy (1983)
- Maxwell Award (1983)
- Walter Camp Award (1983)
- (2) All-American (1982, 1983)
- College Football Hall of Fame (classe del 2006)

## Statistiche
United States Football League
|      | Corse              | Corse | Corse | Corse | Corse | Ricezioni | Ricezioni | Ricezioni | Ricezioni |
| ANNO | SQUADRA            | TEN   | YARD  | MEDIA | TD    | RIC       | YARD      | TD        |           |
| ---- | ------------------ | ----- | ----- | ----- | ----- | --------- | --------- | --------- | --------- |
| 1984 | Pittsburgh Maulers | 223   | 792   | 3.6   | 3     | 32        | 259       | 0         |           |
| 1985 | Jacksonville Bulls | 320   | 1361  | 4.3   | 12    | 50        | 366       | 3         |           |

National Football League
|      | Corse           | Corse | Corse | Corse | Corse | Corse | Ricezioni | Ricezioni | Ricezioni | Ricezioni |
| ANNO | SQUADRA         | TEN   | YARD  | MEDIA | MAX   | TD    | RIC       | YARD      | TD        |           |
| ---- | --------------- | ----- | ----- | ----- | ----- | ----- | --------- | --------- | --------- | --------- |
| 1985 | Houston Oilers  | 133   | 462   | 3,5   | 30    | 8     | 9         | 96        | 0         |           |
| 1986 | Houston Oilers  | 199   | 662   | 3,3   | 19    | 4     | 24        | 180       | 0         |           |
| 1987 | Houston Oilers  | 229   | 957   | 4,2   | 41    | 3     | 27        | 192       | 0         |           |
| 1988 | Houston Oilers  | 251   | 1.002 | 4,0   | 28    | 10    | 11        | 99        | 1         |           |
| 1989 | Houston Oilers  | 88    | 301   | 3,4   | 17    | 2     | 4         | 28        | 0         |           |
| 1990 | Houston Oilers  | 10    | 42    | 4,2   | 11    | 0     | 5         | 46        | 0         |           |
| 1990 | Atlanta Falcons | 153   | 675   | 4,4   | 67    | 3     | 8         | 59        | 0         |           |
| 1991 | Atlanta Falcons | 96    | 361   | 3,8   | 19    | 0     | 2         | 15        | 0         |           |